# Fiat 6602
Il Fiat 6602 o ACP 62/70 era un autocarro militare pesante di fabbricazione italiana concepito per il trasporto di materiali pesanti o di personale militare. Fu prodotto in Italia dalla Fiat Veicoli Industriali per soddisfare le esigenze negli anni sessanta-settanta delle Forze armate italiane che lo classificarono, a seconda dell'anno di fabbricazione, come Cp 62 (a benzina) o Cp 70 (a gasolio, più performante e più diffuso), o della trazione: se 4x4, fu denominato Tipo 6602, se 6x6, Tipo 6607.
Caratteristiche di questo automezzo erano la robustezza, l'adattabilità ai terreni più accidentati e la capacità di carico che portarono l'esercito italiano, la Marina militare e l'Aeronautica militare a impiegarlo presso tutte le loro unità logistiche. Gli ultimi esemplari sono stati ritirati e radiati attorno al 1990-2000.

## Caratteristiche del Cp 62
- Cilindrata: 7.298 cm3
- N. cilindri: 6
- Portata:  8.784 kg
- Potenza:CV: 89 CV
- N. batterie: 2 da 12V (in serie)
- Velocità max: 60 km/h
- Riduttore: si
- Trazione: posteriore ed integrale[2]
- alimentazione : benzina
- Consumo : 700 metri / litro